# Brilliance China Auto
Brilliance China Auto, også kendt som Huachen (华晨), er en kinesisk bilproducent med hovedkvarter i Shenyang. Udenfor Europa sælges deres personbiler under navnet Zhonghua. 
Brilliance BS4 licensproduceres af den nordkoreanske bilproducent Pyeonghwa Motors under navnet Pyeonghwa Hwiparam II.

## Bilmodeller
- Brilliance BC3
- Brilliance BS2
- Brilliance BS4
- Brilliance BS6

## Links
- Brilliance China Autos hjemmside (engelsk)